# Planys del cavaller Mataró
Planys del cavaller Mataró és una narració en vers, de 903 octosíl·labs apariats, sense títol en el manuscrit en què s'ha conservat i datable a la segona meitat del segle xiv.

## Argument
El protagonista comença lamentant-se del rebuig de la seua dama quan li semblava que estava a punt d'ésser correspost. Ella explica innocentment a una intermediària que fra Pere ha intentat seduir-la i que, quan ella s'hi ha negat, aquest li ha dit que només volia posar-la a prova i l'ha instigada a dedicar la vida a l'oració i a oblidar-se del seu pretendent. La intermediària, indignada per les veritables intencions del religiós que la bona fe de la dama no ha intuït, s'enfronta amb fra Pere en una violenta discussió. El cavaller, irritat també, acaba el relat reflexionant sobre la corrupció dels frares.

## Temàtica
La temàtica antimonàstica de l'obra fa que pugui relacionar-se amb el Fra Bernat de Francesc de la Via, amb el Testament d'En Serradell, amb alguns contes de Turmeda i amb alguns fabliaux.